# CeBIT
El CeBIT és la fira d'exposició d'ordinadors, tecnologies de la informació, telecomunicacions, programari i serveis més important del món. Es realitza a Hannover, Alemanya cada primavera i és considerada com un baròmetre de la tecnologia de la informació. Amb una àrea de mostres de 450.000 m² i 700.000 visitants és més gran que la COMDEX. L'exposició CeBIT 2006, amb una assistència de 450.000 persones, es va realitzar entre el 9 de març i el 15 de març del 2006. El seu lema va ser "Uneix-te a la visió"

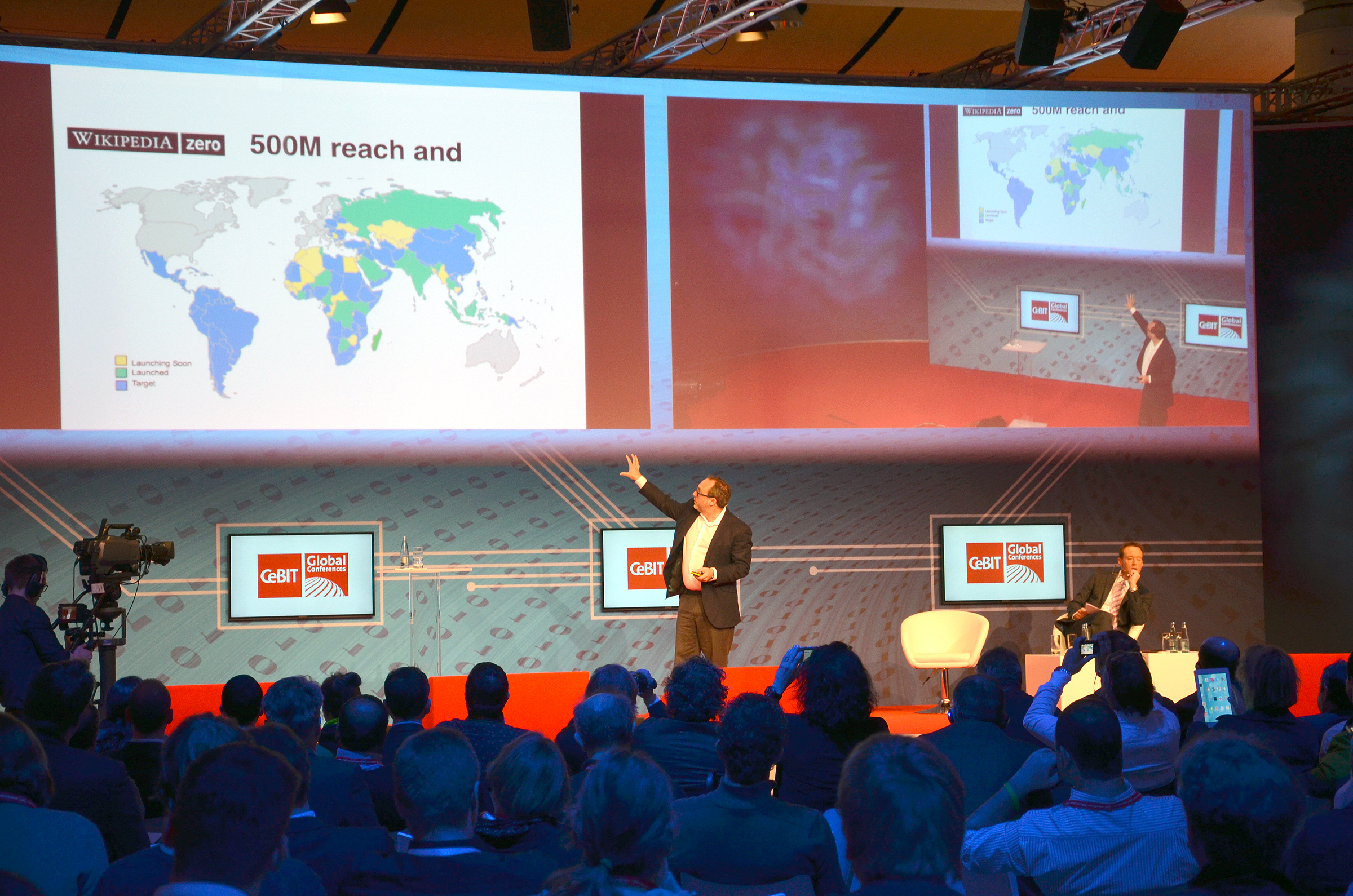
Jimmy Wales 2014 on CeBIT Global Conferences, Wikipedia Zero

El nom CeBIT significa Centre per la Tecnologia de la Informació i l'Oficina (Centrum der Büro-und Informationstechnik) i tradicionalment va formar part de la Fira de Hannover, una gran exposició industrial portada a cap cada any.
La primera fira es va establir el 1970, en el nou pavelló 1 de la plaça de fires de Hannover. A causa del fet que la tecnologia de la informació i de les telecomunicacions estava absorbint la majoria dels recursos, es va decidir assignar-li el 1986 un calendari d'exposició separat, realitzat quatre setmanes abans que la fira de Hanover.
Com que el CeBIT va seguir creixent ràpidament i va arribar a ser massa gran, es va decidir enfocar-la al mercat professional, mentre que el mercat de casa i entreteniment tenien un event separat, la CeBIT home realitzada cada dos anys. Tot i així, després d'haver-se realitzat dues vegades (el 1996 i el 1998), la CeBIT home 2000 que estava planejat realitzar-se a Leipzig es va cancel·lar i el projecte es va abandonar.

## Esdeveniments CeBIT mundials
Des del 1999 el patrocinador de CeBIT, Deutsche Messe AG ha organitzat events fora d'Alemanya amb el nom de CeBIT: 
- Cebit Euràsia a Istanbul
- CeBIT Austràlia Arxivat 2011-11-20 a Wayback Machine. a Sydney
- CeBIT Àsia Arxivat 2006-04-24 a Wayback Machine. a Shanghai
- CeBIT America/USA portada a cap el 2003 i 2004, però cancel·lada el 2005.